# Helena Paulo
Helena Gilda Simão Paulo (født 24. januar 1998 i Luanda, Angola) er en kvindelig angolansk håndboldspiller som spiller for Primeiro de Agosto og Angolas kvindehåndboldlandshold.
Hun deltog ved VM 2017 i Tyskland og VM 2019 i Japan.
Hun blev topscorer ved U/19-EM i håndbold 2018 i Ungarn, med hele 73 mål.